# Anne Hathaway's Cottage

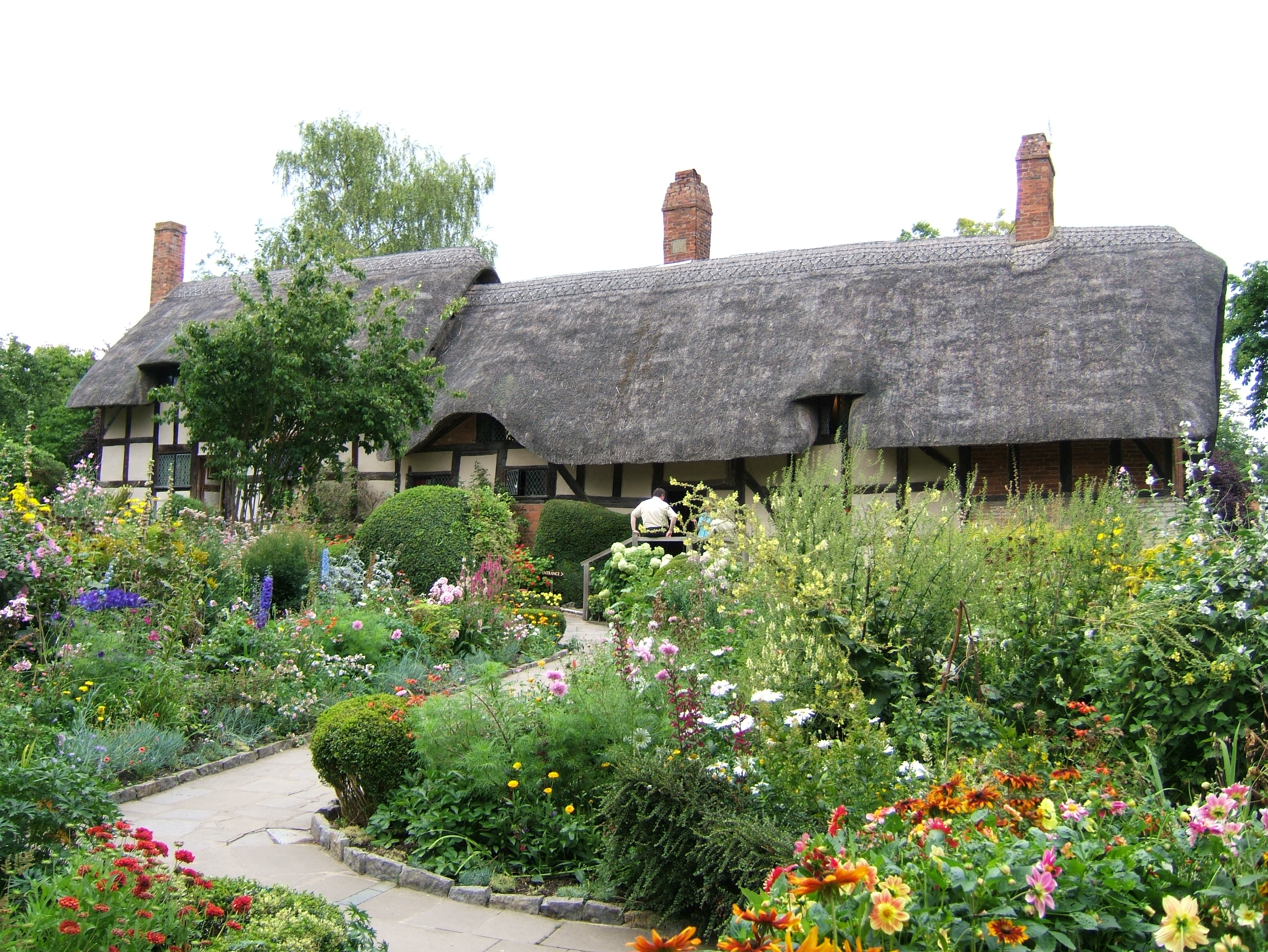
Anne Hathaways Cottage en tuin

Anne Hathaway's Cottage is het voormalige ouderlijk huis van Anne Hathaway, de echtgenote van William Shakespeare. Het huis is gelegen in het dorp Shottery, circa 1,6 km ten westen van Stratford-upon-Avon.
Hoewel het een cottage genoemd wordt, is het in feite een ruime boerderij met 12 kamers waarvan meerdere slaapkamers. Het is omringd door een grote tuin.
Het oudste deel van het huis werd gebouwd voor de 15e eeuw. In de dagen van Shakespeare stond het huisje bekend als Newlands Farm en was er meer dan 360.000 m2 land aan verbonden. Zoals in veel huizen van die periode, heeft het meerdere schoorstenen om in de winter de warmte gelijkmatig te verspreiden over het hele huis. De grootste schoorsteen werd gebruikt voor het koken. Het heeft ook zichtbaar vakwerkbouw, een typisch kenmerk van de volkse Tudorstijl architectuur.
Na de dood van Annes vader werd het huisje doorgegeven in de familie Hathaway, tot financiële problemen hen in 1846 dwongen om het te verkopen.
De meest recente bewoner heeft er gewoond tot het in 1912 werd overgenomen door de Shakespeare Birthplace Trust, die latere aanbouw en wijzigingen verwijderde. In 1969 werd het huis zwaar beschadigd bij een brand, maar het werd gerestaureerd door de Trust, waarbij het zijn oude onveranderde uiterlijk behield. Het is nu open voor het publiek als museum.